# 1980 aux Territoires du Nord-Ouest
Chronologie des Territoires du Nord-Ouest
- 1976
- 1977
- 1978
- 1979
- 1980
- 1981
- 1982
- 1983
- 1984

Cette page concerne les événements survenus en 1980 dans le territoire canadien des Territoires du Nord-Ouest.

## Politique
- Premier ministre : John Havelock Parker (Commissaire en gouvernement) puis George Braden
- Commissaire : John Havelock Parker (en)
- Législature :

## Événements
- Lundi 16 juin : George Braden (en) devient le premier chef de gouvernement responsable des Territoires du Nord-Ouest depuis 1905.